# Rheinmetall Natter
A Natter egy távirányított fegyverrendszer (RCWS), amelyet a német Rheinmetall vállalat fejleszt és gyárt. A fegyverrendszer két változatban létezik: az egyik a könnyebb Natter 7.62, a másik a nehezebb Natter 12.7. A 2021-ben bemutatott Natter számos innovatív megoldást alkalmaz:
- FlexEye minden napszakban és mindenféle időjárási körülmények között használható elektro-optikai rendszer.
- Vízszintesen és függőlegesen is stabilizált fegyverállvány, automatikus célkövetés és irányzás.
- Az első lövés célba találásának magas a valószínűsége a fejlett irányzó szoftvernek köszönhetően.
- Alacsony észlelhetőség: alacsony radar-keresztmetszetű kompozit burkolat.
- Felszerelhető ROSY ködgránátvetőkkel illetve páncélzattal is.[1]

A Natter fegyverrendszer iránt a Magyar Honvédség is érdeklődik és felmerült, hogy a Natter gyártása a Rheinmetall zalaegerszegi üzemében valósulhat meg.
|                                                | Natter 7.62                                                                                | Natter 12.7                                                                                |
| ---------------------------------------------- | ------------------------------------------------------------------------------------------ | ------------------------------------------------------------------------------------------ |
| Hordozható fegyverzet                          | 5,56x45 mm űrméretben: - MG4 - FN Minimi - M249 7,62x51 mm űrméretben: - FN MAG - HK MG5A1 | 7,62x51 mm űrméretben: - HK MG5A1 12,7x99 mm űrméretben: - M2HB 40x53 mm űrméretben: - GMG |
| Magasság                                       | ≈ 610 mm                                                                                   | ≈ 870 mm                                                                                   |
| Hosszúság                                      | ≈ 1100 mm                                                                                  | ≈ 1770 mm                                                                                  |
| Szélesség                                      | ≈ 1100 mm                                                                                  | ≈ 970 mm                                                                                   |
| Üres tömeg                                     | ≈ 78 kg                                                                                    | ≈ 136 kg                                                                                   |
| Tömeg fegyverrel                               | ≈ 89 kg                                                                                    | ≈ 174 kg                                                                                   |
| Tömeg fegyverrel és lőszerrel                  | ≈ 100 kg (250 lőszer)                                                                      | ≈ 200 kg (200 lőszer)                                                                      |
| Vízszintes irányzás                            | 360 fok                                                                                    | 360 fok                                                                                    |
| Függőleges irányzás                            | -15 fok és +85 fok között                                                                  | -20 fok és +60 fok között                                                                  |
| Maximális szögsebesség                         | 120 fok/másodperc                                                                          | 120 fok/másodperc                                                                          |
| Infravörös kamera (SAPHIR / UC 5.9)            |                                                                                            |                                                                                            |
| Hullámsáv                                      | 8-12 µm                                                                                    | 8-12 µm                                                                                    |
| Felbontás                                      | 640x480                                                                                    | 640x480                                                                                    |
| Látószög 1                                     | 5,9 fok                                                                                    | 5,9 fok                                                                                    |
| Látószög 2                                     | 23,5 fok                                                                                   | 23,5 fok                                                                                   |
| Látótávolság (STANAG 4347 szerint, látószög 1) | Azonosítás: >1500 m Felismerés: >2820 m Érzékelés: >7590 m                                 | Azonosítás: >1500 m Felismerés: >2820 m Érzékelés: >7590 m                                 |
| Színes kamera (kis látószögű)                  |                                                                                            |                                                                                            |
| Hullámsáv                                      | látható fény                                                                               | látható fény                                                                               |
| Felbontás                                      | 2064x1544                                                                                  | 2064x1544                                                                                  |
| Látószög                                       | 6,7 fok                                                                                    | 6,7 fok                                                                                    |
| Látótávolság (STANAG 4347 szerint)             | Azonosítás: >2700 m Felismerés: >5330 m Érzékelés: >12580 m                                | Azonosítás: >2700 m Felismerés: >5330 m Érzékelés: >12580 m                                |
| Színes kamera (nagy látószögű)                 |                                                                                            |                                                                                            |
| Hullámsáv                                      | látható fény                                                                               | látható fény                                                                               |
| Felbontás                                      | 2064x1544                                                                                  | 2064x1544                                                                                  |
| Látószög                                       | 23,75 fok                                                                                  | 23,7 fok                                                                                   |
| Lézeres távolságmérő                           |                                                                                            |                                                                                            |
| Maximális mérési távolság                      | ≥10000 m                                                                                   | ≥10000 m                                                                                   |
| Mérési pontosság                               | 1 m                                                                                        | 1 m                                                                                        |